# Bol (Tchad)
Bol er en by i Tchad og er hovedbyen i regionen Lac. Byen der ligger ved Tchadsøen,  har en befolkning på 7.769 (1993).